# 拉夫里基夫
50°8′33″N 23°46′20″E / 50.14250°N 23.77222°E
拉夫里基夫（烏克蘭語：Лавриків），是烏克蘭西部的村莊，隸屬利維夫州的利維夫區。該村始建於1949年，面積2.45平方公里，海拔高度240米，人口1400，人口密度每平方公里315.92人。